# Hospital de Amor
Hospital de Amor, anteriormente conhecido como Hospital de Câncer de Barretos é um hospital filantrópico, mantido pela Fundação Pio XII, especializado no tratamento e prevenção de câncer. A sede da instituição situa-se em Barretos, no interior de São Paulo, e tem unidades distribuídas por todas as Regiões do Brasil.
É uma instituição reconhecida no Brasil e no mundo como referência na atuação do campo da oncologia, com elevados padrões de qualidade e de humanização no atendimento. Ao lado do Instituto do Câncer do Estado de São Paulo (Icesp), foi eleito em pesquisa popular o melhor hospital conveniado ao SUS do Estado de São Paulo, com 97,2% de aprovação em categorias como serviço, infraestrutura, limpeza e qualidade do atendimento.

## História
O Hospital de Amor começou como um pequeno hospital chamado Hospital São Judas Tadeu, fundado em 24 de março de 1962 na cidade de Barretos, por um grupo de médicos liderado por Scylla Duarte Prata e Paulo Prata. Este hospital generalista inicialmente tinha uma área de 2.000 metros quadrados e estava focado em atender a demanda local por serviços médicos gerais.
A transformação do hospital em uma referência oncológica começou em 27 de novembro de 1967 com a criação da Fundação Pio XII, que passou a administrar o hospital, redirecionando seu foco exclusivamente para o tratamento de câncer, devido ao crescente número de pacientes oncológicos na região e às limitações de acesso a tratamentos especializados nas grandes cidades.
Em resposta ao aumento da demanda e aos desafios de espaço físico do antigo hospital, o casal fundador propôs a construção de um novo hospital na num amplo terreno na periferia da cidade. Esse projeto ganhou vida com o apoio de fazendeiros locais e de outros membros da comunidade, destacando-se a inauguração do pavilhão Antenor Duarte Villela em 6 de dezembro de 1991, que se tornou uma das partes principais do novo complexo hospitalar. A construção foi capitaneada pelo filho do casal, Henrique Prata.
Com a adesão de Henrique Prata na administração da Fundação Pio XII a partir de 1989, o hospital ampliou significativamente sua infraestrutura e serviços. Essa expansão incluiu a aquisição de equipamentos de ponta e a construção de novos pavilhões, financiados por doações da comunidade, de artistas e de recursos governamentais, consolidando o hospital como um centro de excelência no tratamento oncológico gratuito.

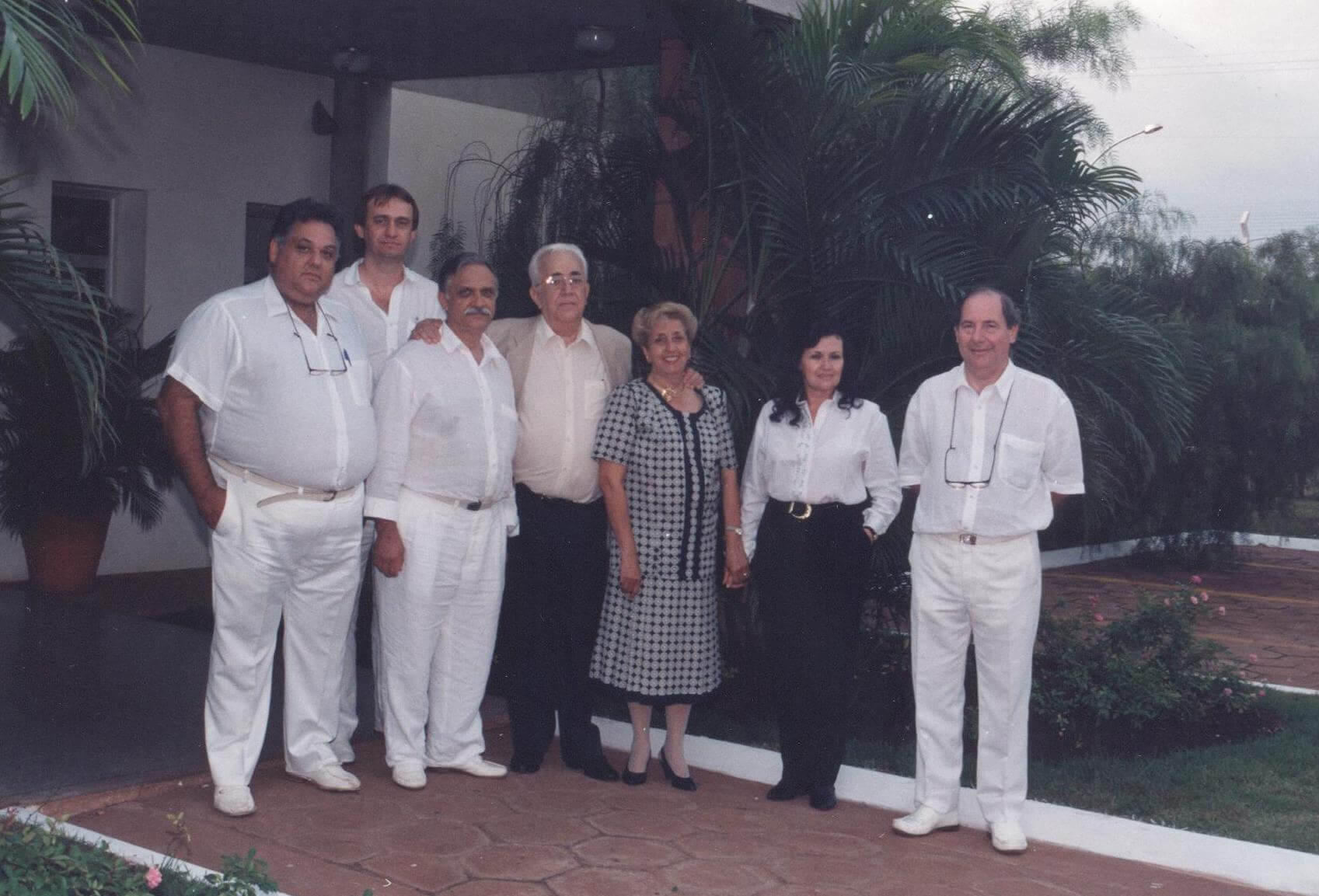
Médicos da equipe original do Hospital São Judas Tadeu. Ao centro, Dra Scylla e Dr. Paulo Prata

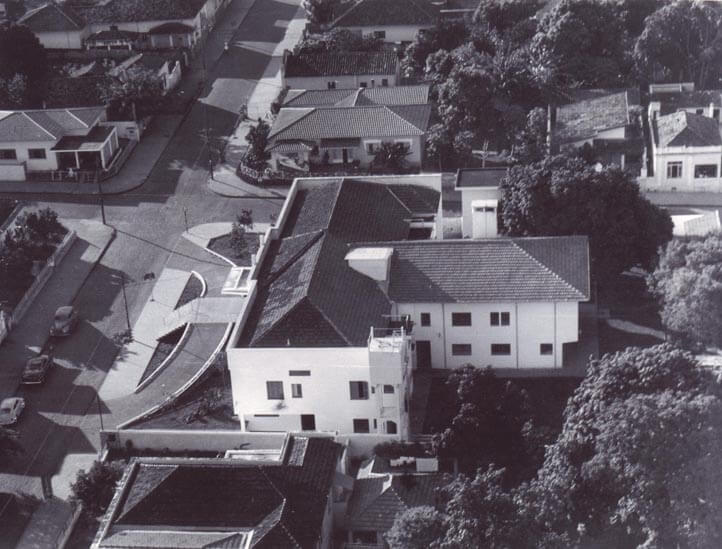
Hospital Sao Judas Tadeu em 1962

Em novembro de 2017, o hospital foi renomeado como "Hospital de Amor", refletindo o apelido pelo qual já era conhecido devido à sua abordagem humanizada no tratamento dos pacientes. Este nome simboliza a essência da missão da instituição de oferecer não apenas tratamento médico, mas também cuidado e suporte emocional a pacientes e familiares.
A instituição continuou a se expandir e modernizar, incluindo a implementação de tecnologias de diagnóstico e tratamento avançadas. Em maio de 2020, foi introduzido o mascote Mamu, um elefante azul que representa de forma lúdica e educativa a missão do hospital.
Hoje, o Hospital de Amor conta com uma vasta rede de unidades de tratamento, prevenção e pesquisa em oncologia espalhadas por todo o Brasil, além de administrar outras instalações de saúde não oncológicas na cidade de Barretos, como a Santa Casa de Misericórdia. Com mais de 5.300 colaboradores, o hospital se destaca pela sua capacidade de gestão e qualidade no serviço de saúde, mantendo parcerias com diversas entidades privadas e governamentais para garantir a sustentabilidade de seus programas.
Além do tratamento médico, o Hospital de Amor desenvolveu um robusto programa de educação e prevenção do câncer, que realiza milhares de procedimentos anualmente. As iniciativas de pesquisa e desenvolvimento também são um pilar fundamental, com a instituição participando ativamente de estudos e inovações na área de oncologia.
Em resumo, o Hospital de Amor em Barretos é uma das principais referências em oncologia na América Latina, com uma história marcada pela evolução de um pequeno hospital geral para um complexo de saúde especializado em câncer, cuja expansão foi sustentada pelo engajamento comunitário e por uma gestão focada na excelência e humanização do tratamento oncológico.

## Infraestrutura

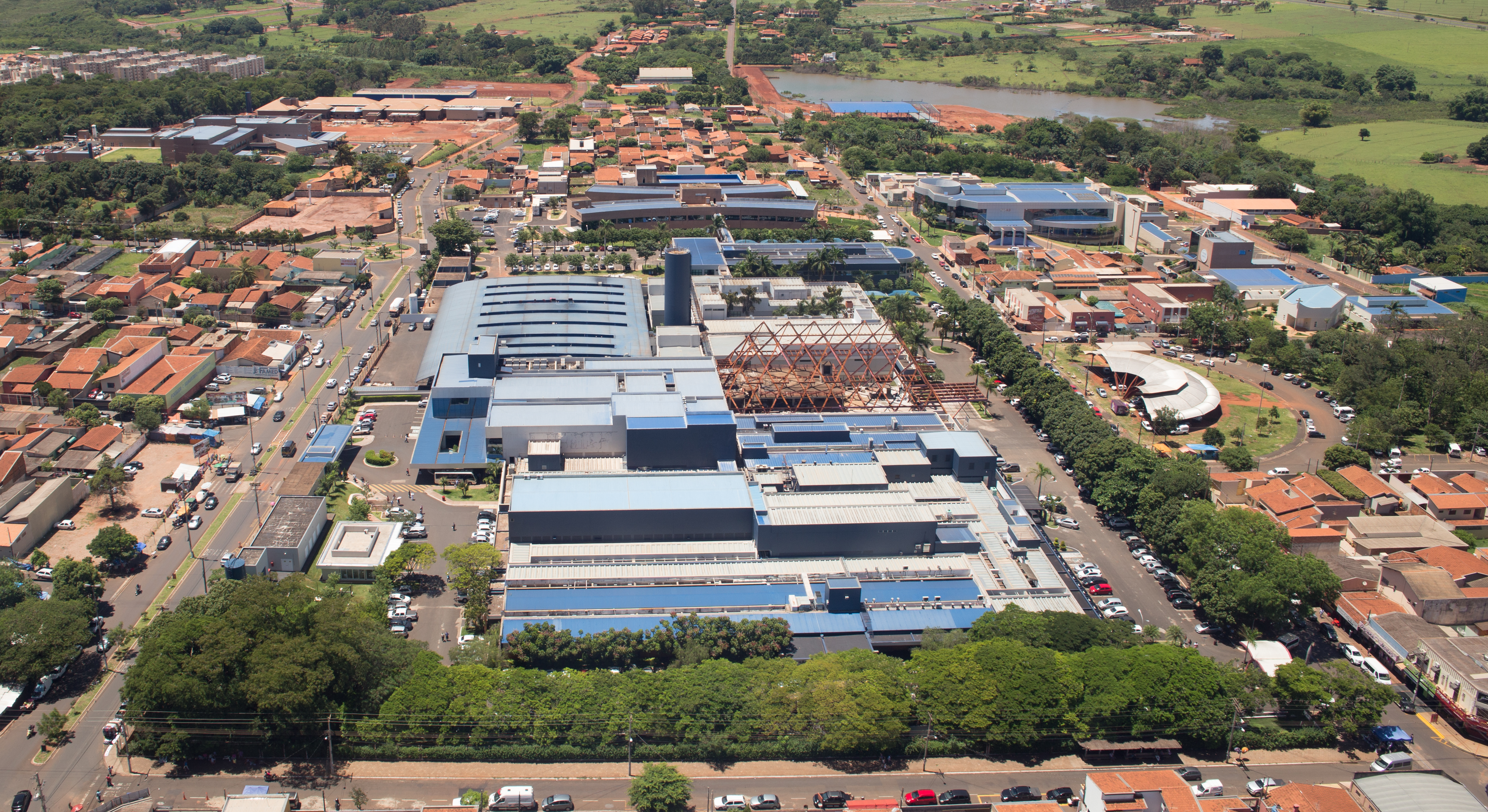
Foto aérea de parte das instalações do Hospital de Amor em Barretos

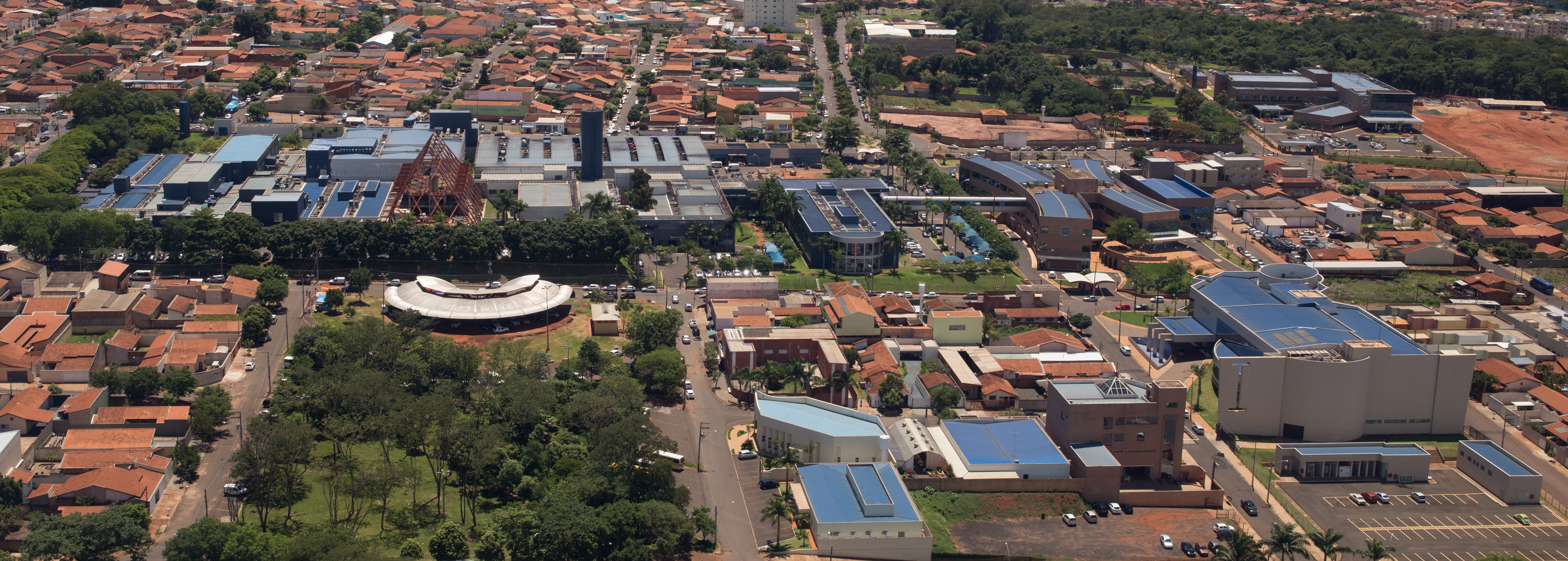
Foto aérea de parte das instalações do Hospital de Amor em Barretos

O Hospital de Amor é a maior instituição oncológica do país, contando com unidades eem Barretos, Jales, Porto Velho, Campinas, Fernandópolis, Campo Grande, Macapá, Nova Andradina, Juazeiro, e outras. Com uma média de 4 100 atendimentos a pacientes por dia e mais de 400 médicos que trabalham em período integral com dedicação exclusiva, é o hospital que mais atende casos de câncer pelo Sistema Único de Saúde (SUS) no Brasil em 18 especialidades.
Possui um complexo que realiza 1,2 milhão de atendimentos por ano. São 134 000 metros quadrados de área construída nas cidades com unidades. Conta também com 11 unidades móveis – carretas equipadas com mamógrafos. Em 2015 a instituição realizou 98 mil exames em 200 municípios. É mantido, em grande parte, com doações da sociedade por meio de comunidades que fazem doações, leilões ou por organizações. Tem custo mensal de 23 milhões de reais, recebendo do SUS cerca de 14 milhões. São cerca de 30 milhões de reais em donativos por ano.

## Hospitais

##### Hospital de Amor de Barretos (matriz)

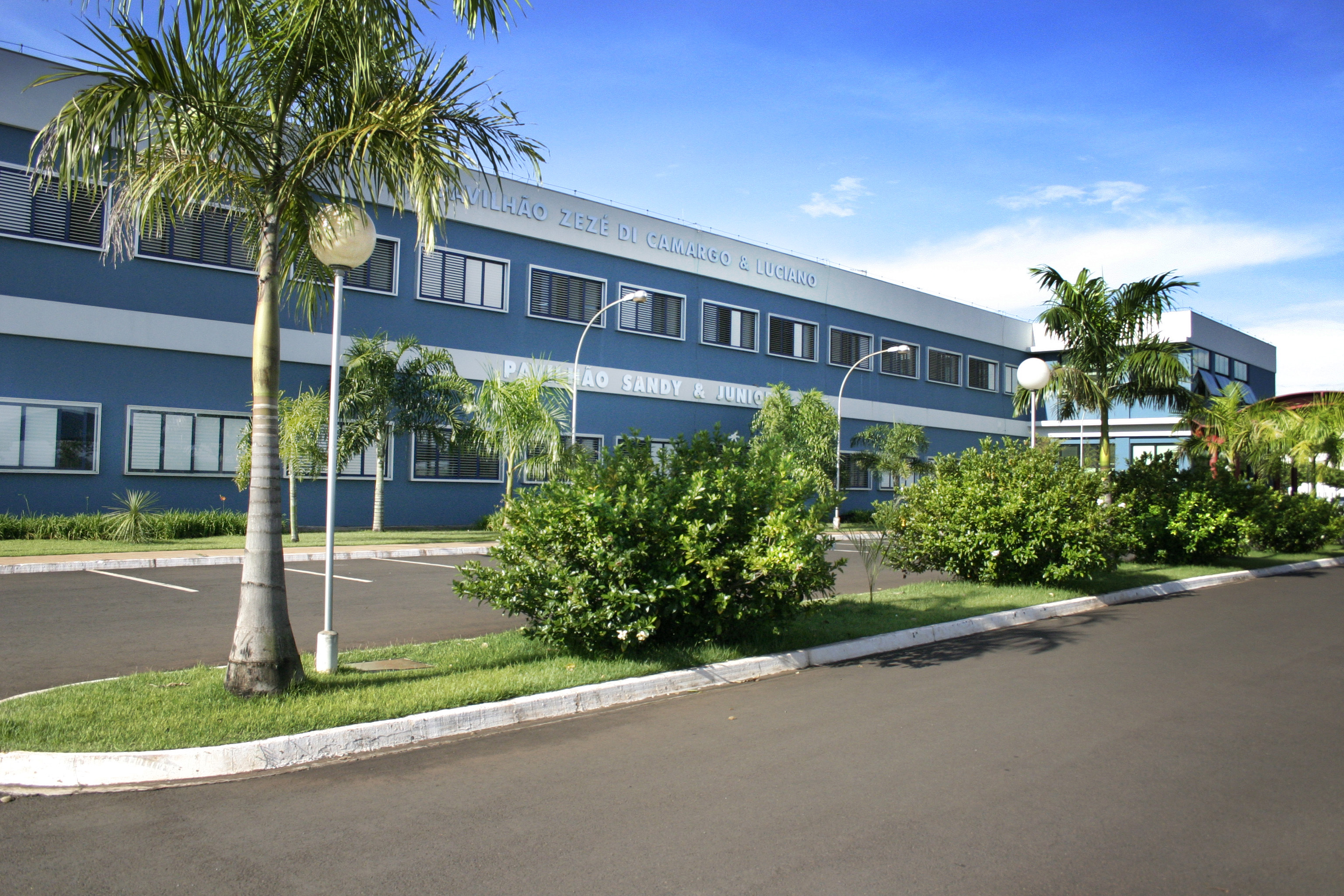
Hospital de Amor Pavilhão Sandy Júnior e Pavilhão Zezé di Camargo e Luciano

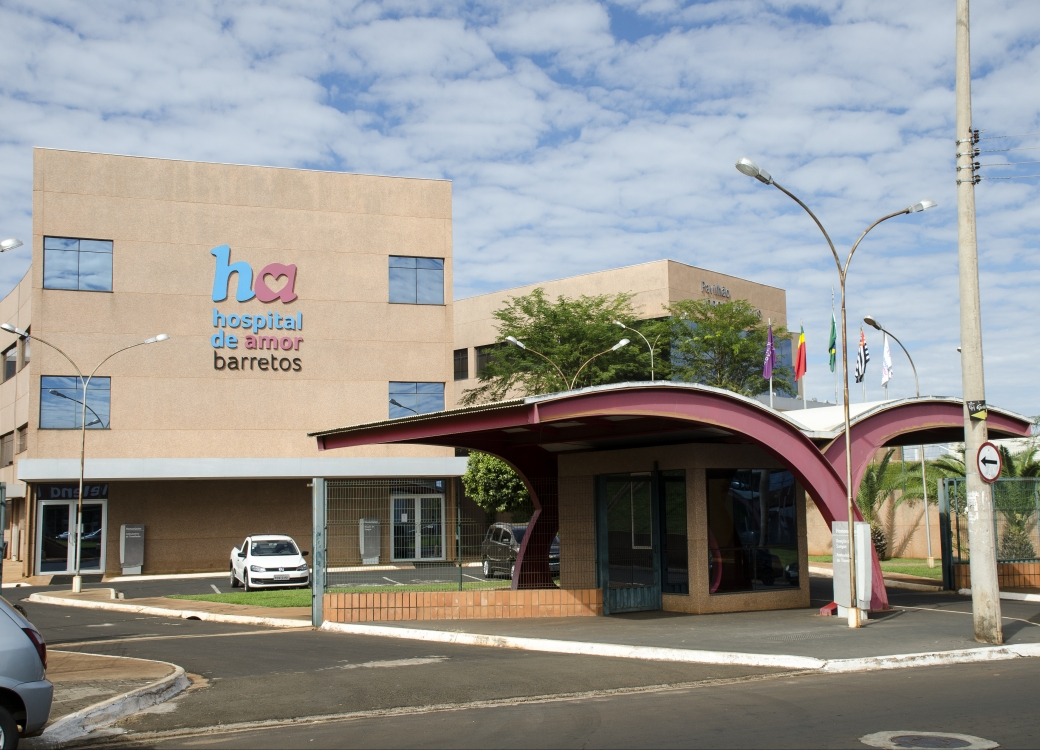
Hemocentro - "Banco de Sangue" - do Hospital de Amor em Barretos

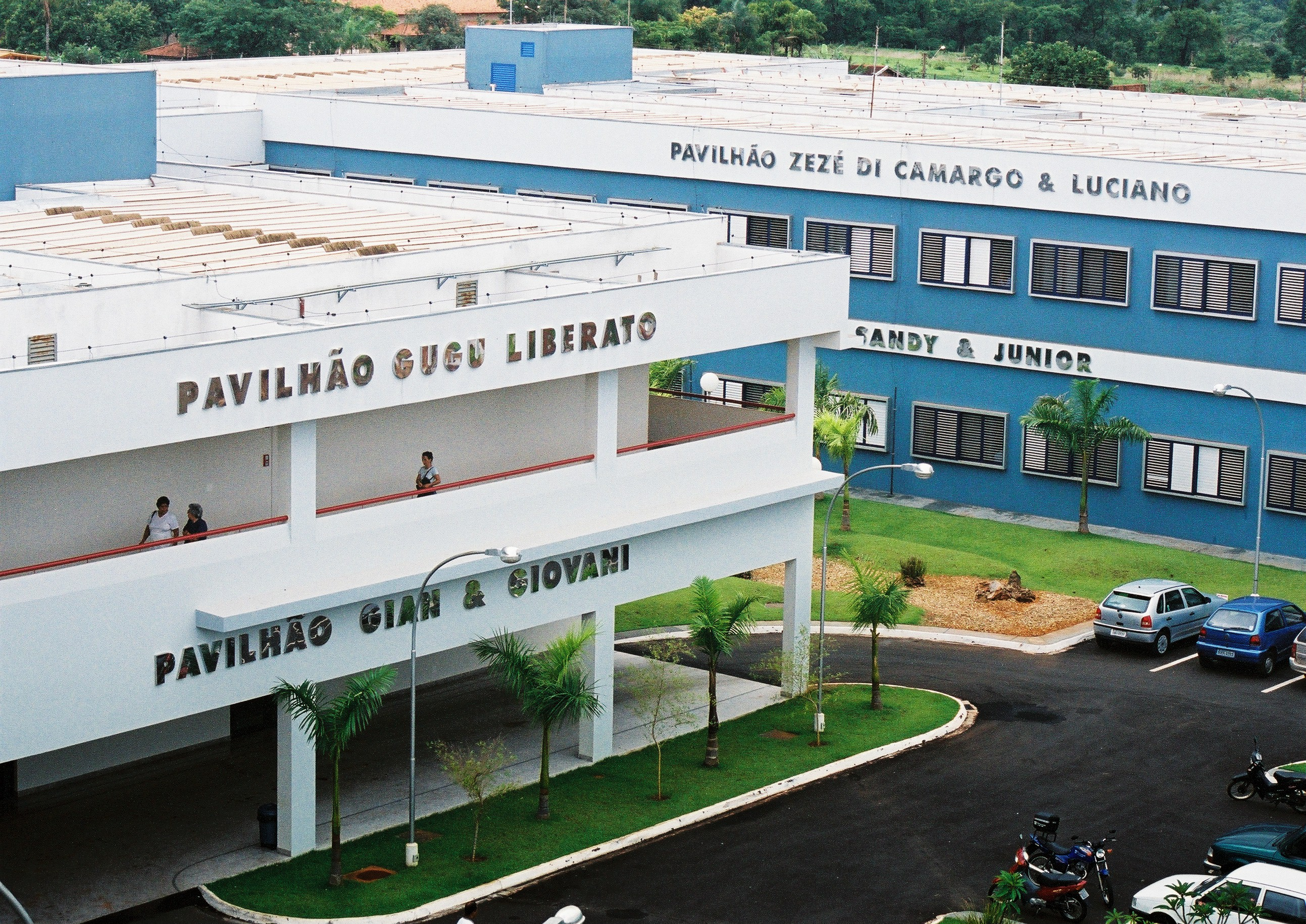
Hospital de Amor Pavilhões Gugu Liberato e Gian e Giovani

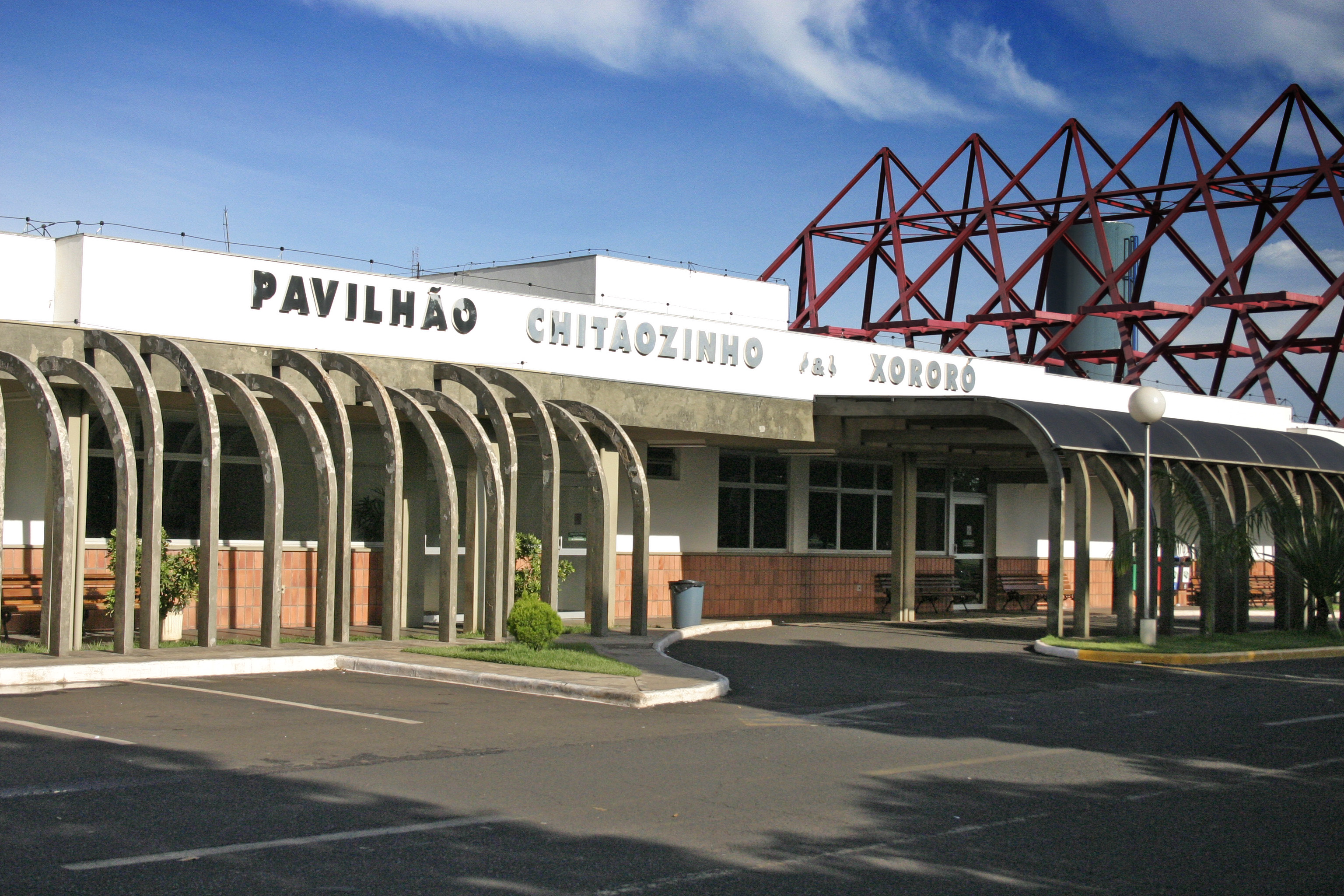
Hospital de Amor Barretos: Pavilhões Chitãozinho e Xororó

As instalações do Hospital de Amor em Barretos, São Paulo, formam o núcleo central da instituição, abrangendo mais de 200.000 metros quadrados de infraestrutura avançada dedicada ao tratamento oncológico. Este complexo começou com a fundação do Hospital São Judas Tadeu em 1962 e foi significativamente expandido e modernizado desde então.
No Hospital de Amor de Barretos os pavilhões são nomeados em homenagem a artistas que contribuem significativamente com doações. Destacam-se nomes sertanejos como João Bosco e Vinícius, que expressam alegria por ajudar a instituição. Pavilhões como os de Chitãozinho e Xororó e Leandro e Leonardo atendem áreas específicas como radioterapia e medicina nuclear. Outros espaços levam nomes de artistas de diversos gêneros e funções, reforçando a interação entre a cultura sertaneja e o suporte ao hospital, que é uma referência nacional no tratamento de câncer.
Um marco importante na expansão foi a inauguração do Pavilhão Antenor Duarte Villela em 1991, que hoje abriga parte dos ambulatórios. Além dos espaços de tratamento clínico e cirúrgico, o complexo inclui o Centro de Pesquisa em Oncologia Molecular, equipado com tecnologia de ponta para estudos avançados em câncer.
O complexo também possui unidades especializadas em radioterapia e quimioterapia, além de alojamentos e casas de apoio para pacientes e suas famílias. As instalações são complementadas por jardins e áreas de descanso, projetados para oferecer um ambiente tranquilo e confortável, essencial para o bem-estar dos pacientes.
Em resumo, as instalações do Hospital de Amor em Barretos destacam-se pela integração de tratamento médico especializado, pesquisa e suporte ao paciente em um ambiente humanizado e tecnicamente avançado.

##### Hospital São Judas Tadeu

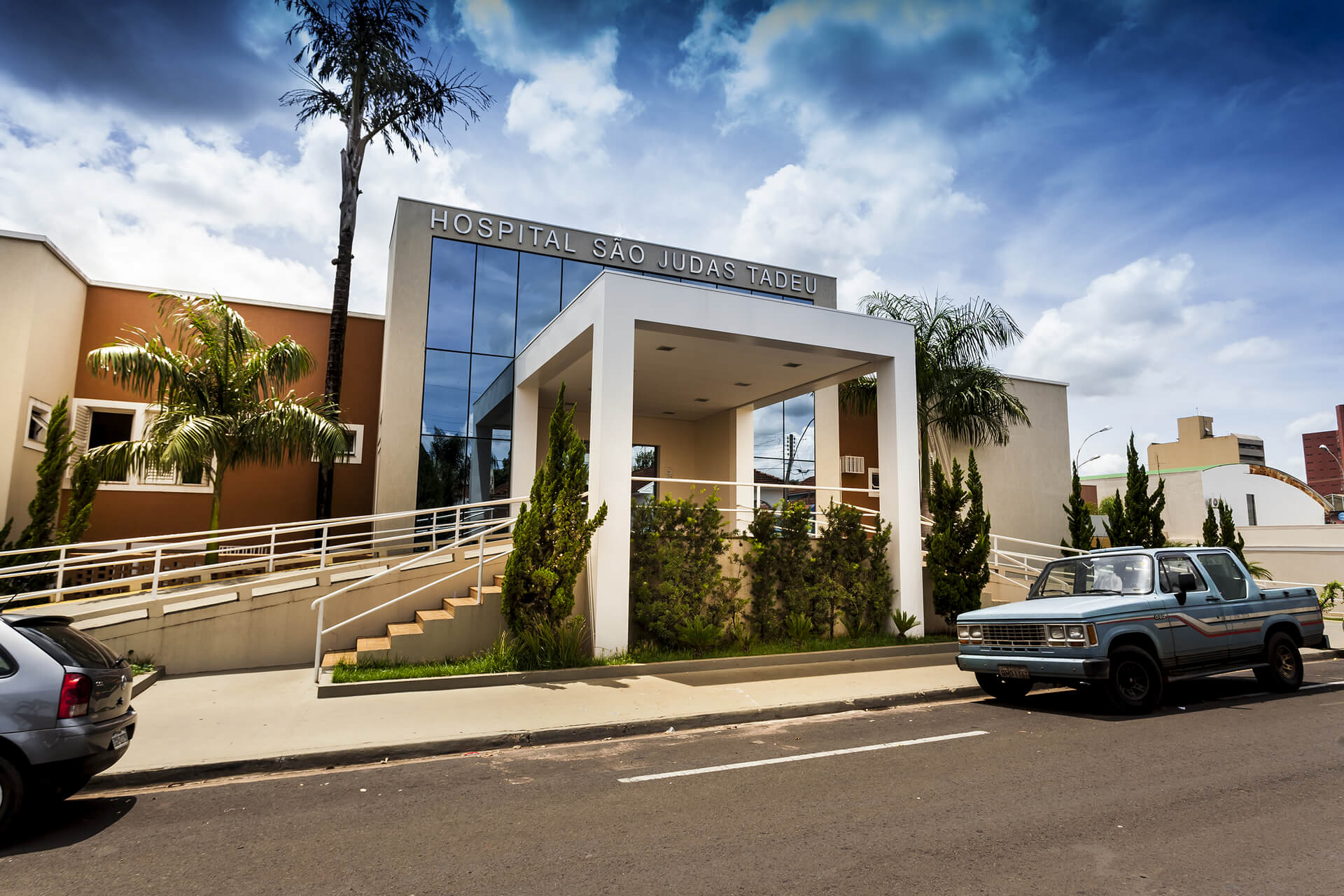
Hospital São Judas Tadeu

O Hospital São Judas Tadeu, fundado em 24 de março de 1962 em Barretos, começou como um pequeno centro de saúde de 2 mil metros quadrados para atender uma demanda local por tratamento oncológico. Antes, a população local tinha dificuldades significativas em viajar para a capital em busca de tratamento, devido à falta de recursos e receio das grandes cidades. Com o passar dos anos e o aumento da demanda, em 1967 foi criada a Fundação Pio XII, que assumiu a administração do hospital, transformando-o em um centro exclusivamente dedicado ao tratamento de câncer. Sob a liderança de Scylla Duarte Prata, Paulo Prata, e o seu filho Henrique Prata, o Hospital expandiu suas instalações em um ponto mais peiférico da cidade, onde contava com uma ampla área. Atualmente o Hospital São Judas Tadeu é dedicado aos pacientes oncológicos em cuidados paliativos.

##### Hospital de Amor Infantojuvenil

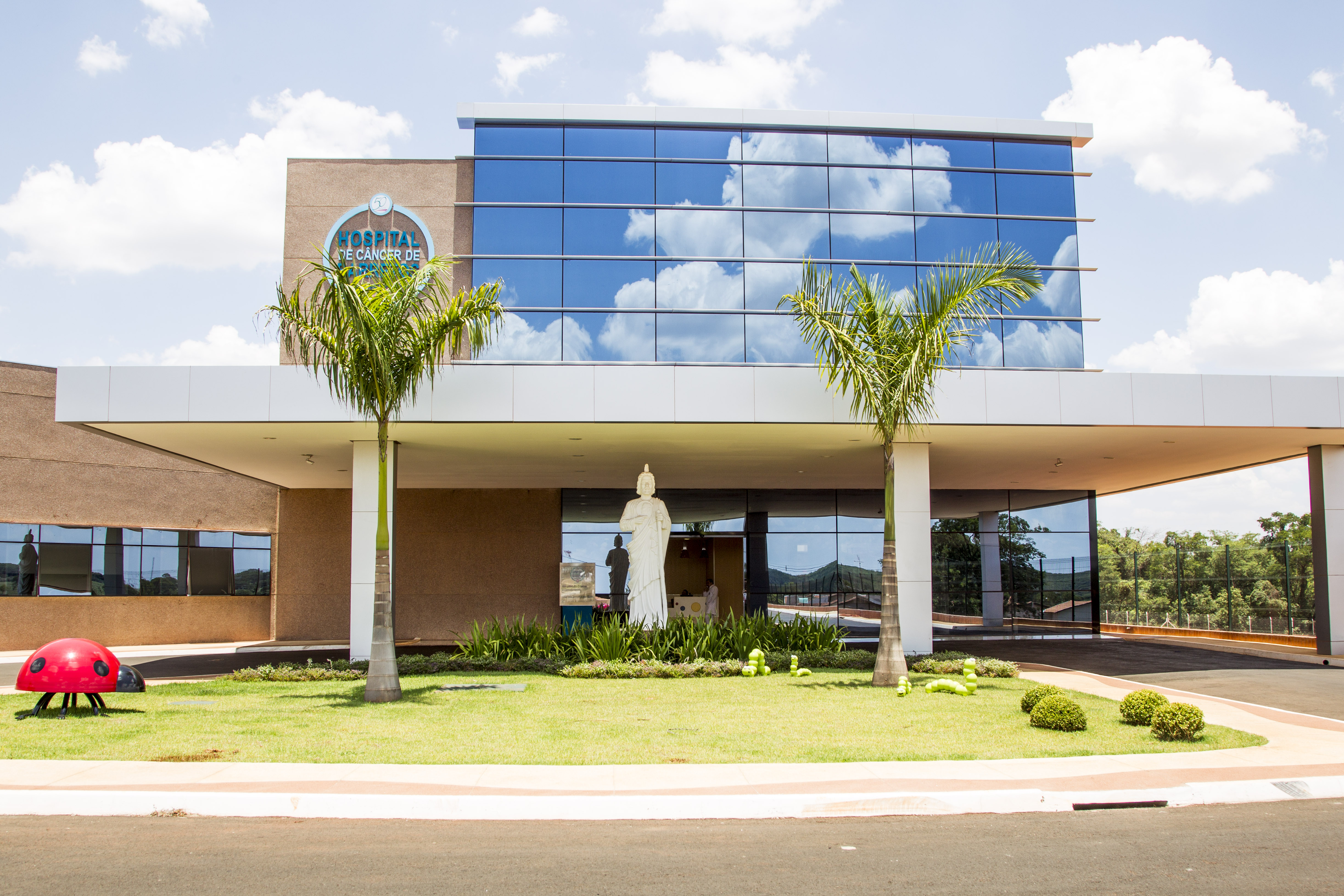
Hospital de Amor Infantojuvenil

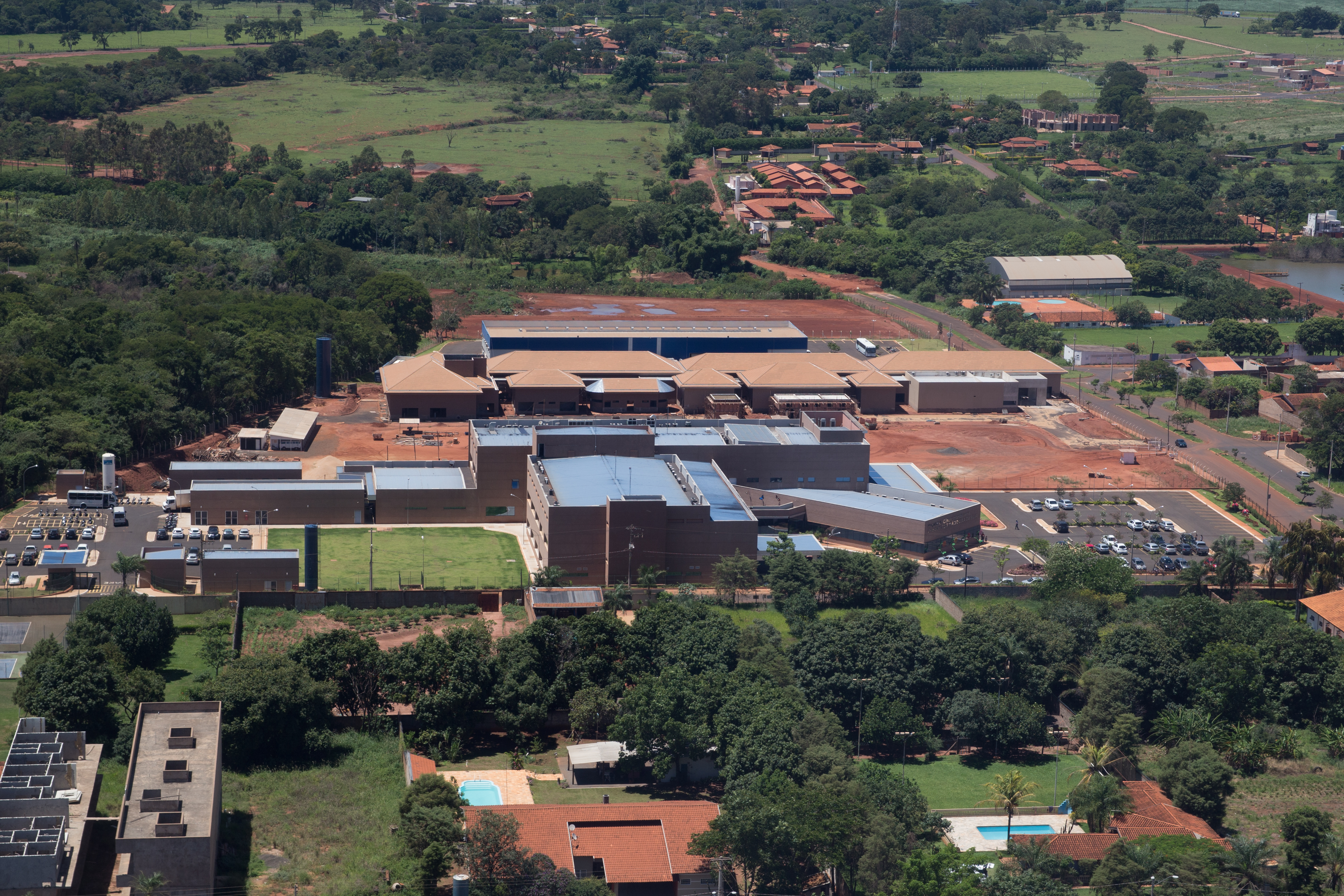
Hospital de Amor Infantojuvenil

O Hospital de Amor Infantojuvenil em Barretos, São Paulo, é uma extensão especializada do Hospital de Amor, focada no tratamento oncológico para crianças e adolescentes. Inaugurado para responder à necessidade de cuidados especializados nessa faixa etária, o hospital integra uma rede maior de instalações dedicadas ao tratamento de câncer no Brasil.

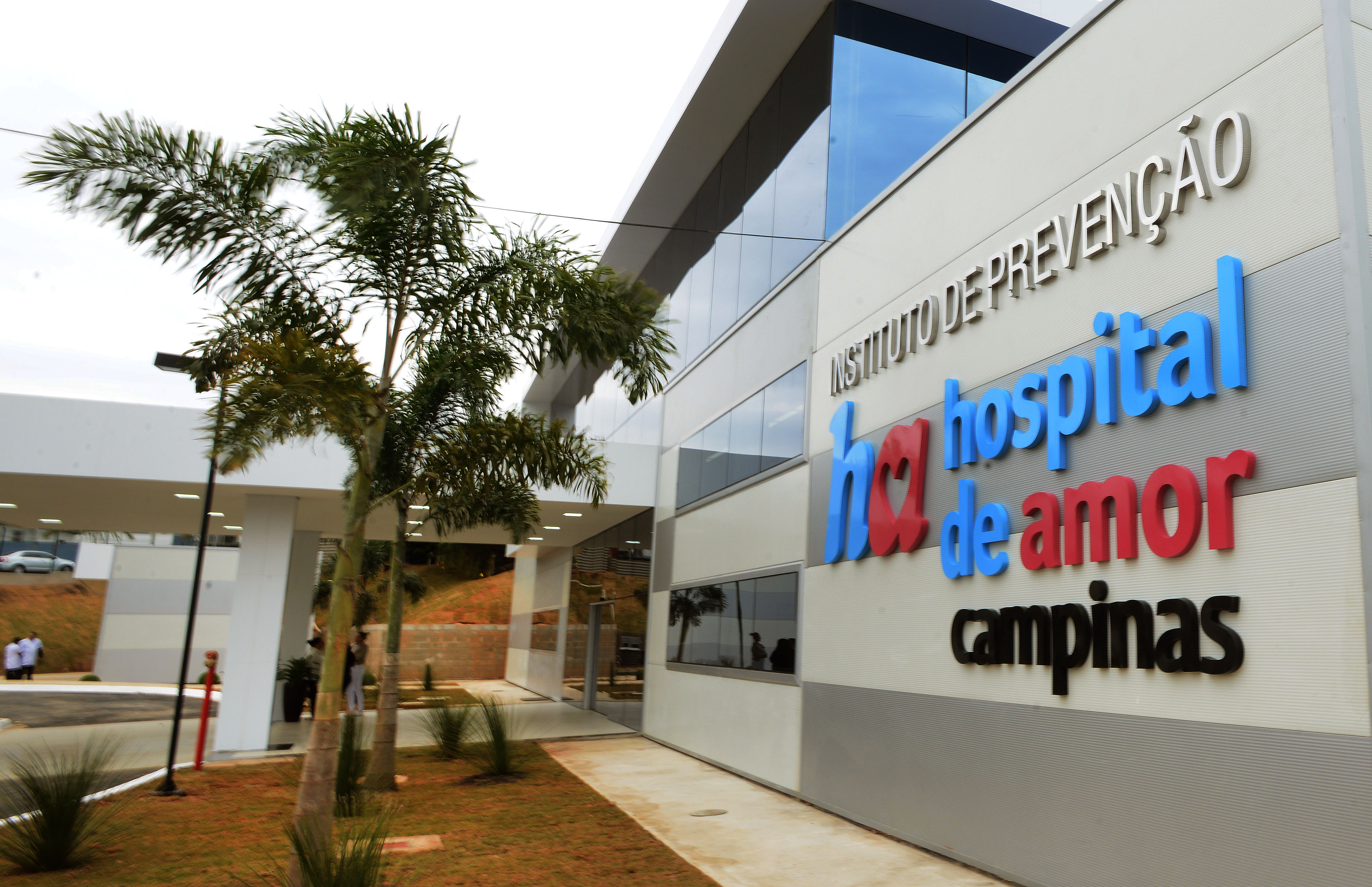
Instituto de Prevenção Hospital de Amor Campinas

Esta unidade específica oferece uma variedade de serviços oncológicos, incluindo quimioterapia, radioterapia, e cirurgia, além de suporte psicológico e nutricional, fundamentais no tratamento pediátrico. Com equipamentos de ponta e uma equipe de especialistas em oncologia pediátrica, o hospital é projetado para criar um ambiente menos intimidador para crianças e seus familiares.
Além do tratamento médico, o Hospital de Amor Infantojuvenil dispõe de instalações que promovem o bem-estar dos jovens pacientes, como áreas de lazer e espaços educacionais, onde as crianças podem continuar seus estudos durante o tratamento. A unidade também conta com programas de apoio familiar, essenciais para orientar os pais e responsáveis no cuidado contínuo e no suporte emocional necessário durante o tratamento de seus filhos.

O Hospital de Amor Infantojuvenil tem colaborações com centros de pesquisa e hospitais internacionais, facilitando o acesso a novas terapias e participação em estudos clínicos globais, visando melhorar constantemente os resultados do tratamento do câncer infantil. Estas parcerias também auxiliam na formação e atualização contínua dos profissionais de saúde do hospital. Um dos grandes motivos de orgulho do Hospital de Amor Infantojuvenil, é sua parceria de longos anos com o hospital que é referência mundial em medicina pediátrica, o St. Jude Children’s Research Hospital.

##### Hospital de Amor de Jales
A unidade de Jales do Hospital de Amor foi inaugurada em junho de 2010. O prédio foi construído a 250 km de Barretos para poder ampliar a prestação de serviço assistencial e facilitar o acesso ao tratamento para os pacientes que residem em locais mais próximos de Jales. Com uma equipe que conta com 35 médicos e mais de 300 colaboradores, a Unidade já realizou mais de 870 mil atendimentos, tendo atualmente uma média de 1.000 atendimentos/dia, 100% via SUS. Os pacientes advêm de cerca 550 cidades distribuídas entre os estados de São Paulo, Mato Grosso, Mato Grosso do Sul, Goiás, Minas Gerais e Distrito Federal.
Mantendo os mesmos padrões de qualidade presentes na unidade de Barretos, o Hospital possui atendimento ambulatorial, oncologia clínica, radioterapia, diagnóstico por imagem, centros cirúrgicos, endoscopia, colonoscopia e exames laboratoriais, além de contar com unidades de internação e um centro de terapia intensiva.

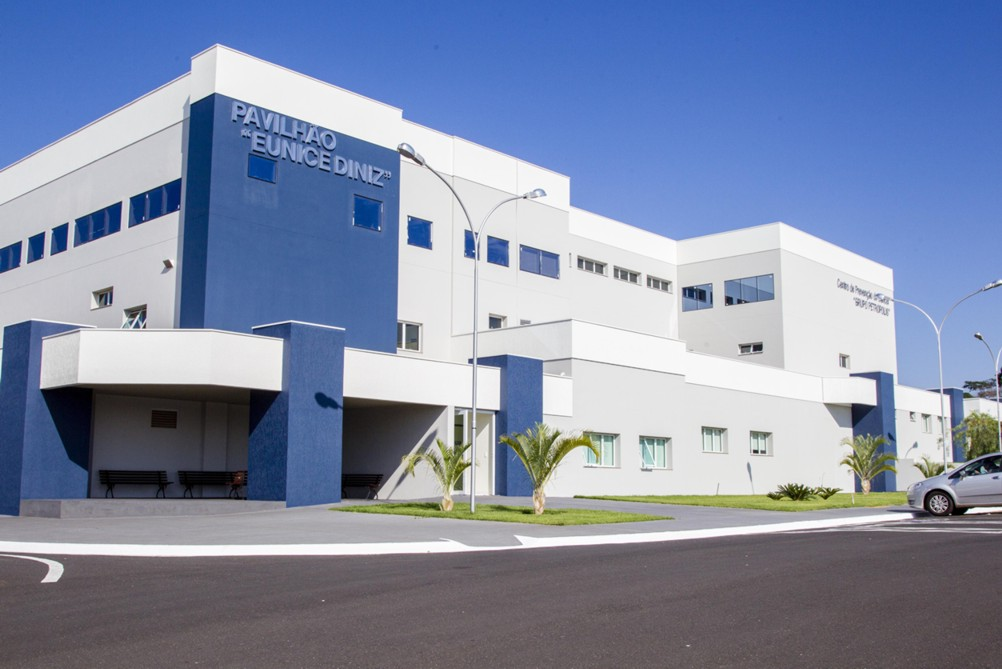
Hospital de Amor de Jales

Atualmente, a unidade possui uma estrutura de cerca de 14.000 m² distribuídos em quatro pavilhões, sendo eles: “Grupo Petrópolis”, “Bruno & Marrone”, "Governador Geraldo Alckimin" e "Eunice e Zico Diniz".

##### Hospital de Amor da Amazônia

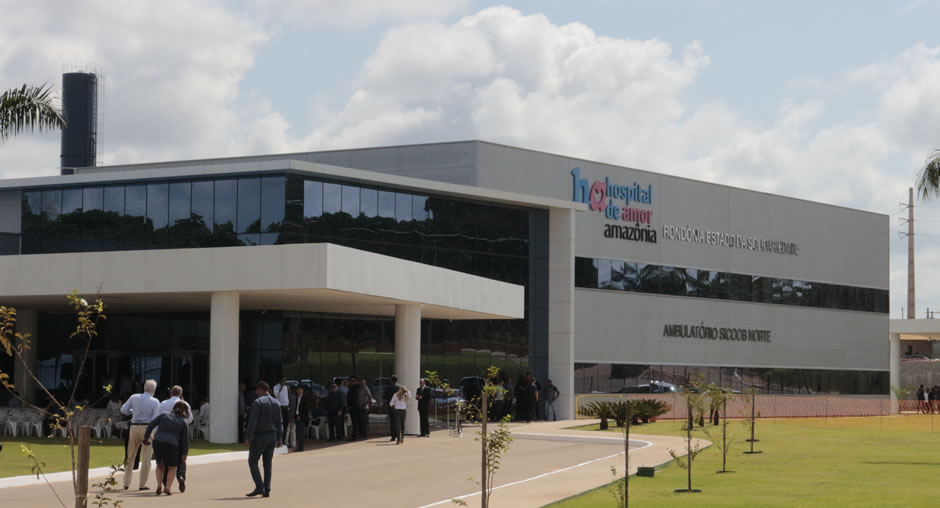
Hospital de Amor da Amazônia

O Hospital de Amor Amazônia, situado em Porto Velho (RO), representa uma extensão vital do renomado Hospital de Amor, fundado originalmente em Barretos, São Paulo. Inaugurado em 2017, o centro médico é dedicado ao tratamento oncológico avançado, incluindo a recente adição de um moderno Centro Cirúrgico, uma Unidade de Terapia Intensiva (UTI) e novas alas de internação, totalizando 120 leitos e 6 salas cirúrgicas. Essa expansão, custeada por mais de R$ 20 milhões em doações de voluntários, artistas e empresas, tem como propósito aproximar os serviços de alta qualidade a populações distantes do centro do país, especialmente os moradores e indígenas da região Norte. O Hospital não apenas alivia a necessidade de viagens longas para tratamento, mas fortalece a infraestrutura local de saúde com treinamentos e procedimentos tecnologicamente avançados.

## Prevenção
O Instituto de Prevenção do do Hospital de Amor teve seu início no ano de 1994, a partir de uma iniciativa de Paulo Prata, Scylla Duarte Prata e Edmundo Mauad. No início, eram realizados exames preventivos simples para câncer do colo do útero. Dada a importância da prevenção, depois de mais de 20 anos de história, a instituição conta com dezenas de unidades fixas e móveis para realizar os mais diversos tipos de exames preventivos.
As principais unidades de prevenção do Hospital de Amor são:

##### Arapiraca/AL
Inaugurada em 16/12/2021, o Instituto de Prevenção de Arapiraca foca na prevenção e diagnóstico de câncer de mama e do colo do útero. Localizado em uma área de 15.000 m², com 2.000 m² de construção, o instituto oferece exames, biópsias e consultas médicas. Uma unidade móvel auxilia na realização de mamografias e Papanicolau em base líquida, atendendo exclusivamente pacientes do SUS.

##### Barretos/SP
O Instituto de Prevenção de Barretos tem 7.200 m² de área construída, sendo a maior entre as unidades de prevenção do Hospital de Amor. Oferece exames preventivos de diversos cânceres e coordena a atuação de outros institutos de prevenção. A unidade tem infraestrutura para mamografias, Papanicolau, exames clínicos de boca, FIT para detecção de câncer de intestino e serviços de teledermatologia para câncer de pele. Dispõe de duas unidades móveis que realizam exames em 18 cidades e possui um departamento de oncogenética.

##### Boa Vista/RR
O Instituto de Prevenção de Boa Vista, inaugurado em junho de 2021, possui mais de 1.300 m² e realiza cerca de 50 mamografias e 75 Papanicolau diariamente. A unidade, que também opera uma carreta móvel, planeja expandir seus serviços para incluir detecção de câncer de pele e boca.

##### Campinas/SP
Este instituto tem capacidade para 300 atendimentos diários, exclusivamente para mulheres de Campinas. Além de realizar exames preventivos de mama e colo do útero, conta com uma sala de biópsia equipada com mesa de estereotaxia e um centro cirúrgico com duas salas. Uma unidade móvel ajuda a ampliar o acesso aos exames na região rural.
Inaugurado no dia 18 de julho de 2017 fica localizado na Avenida das Amoreiras, próximo ao Hospital Municipal Mário Gatti. A construção do prédio teve um custo estimado em R$ 33 milhões e esse valor veio graças a um acordo entre o Ministério Público do Trabalho com empresas no caso BASF/Shell, que causou a contaminação em Paulínia que afetou trabalhadores e moradores vizinhos da empresa. Já o custo previsto para o funcionamento da instituição é de R$ 500 mil por mês, sendo que desse valor, R$ 100 mil virão do Ministério da Saúde, uma outra parte virá do SUS e o restante deverá vir de um convênio com o município e de doações.

##### Campo Grande/MS
O instituto em Campo Grande possui uma unidade fixa e uma móvel que realizam mamografias e Papanicolau. A unidade móvel atende 74 bairros da cidade, realizando 1.140 mamografias e 1.200 exames de Papanicolau mensalmente.

##### Dourados/MS
Localizado em Dourados, o instituto realiza diariamente cerca de 60 mamografias e 70 Papanicolau. Com unidades fixa e móvel, o centro dispõe de um mamógrafo digital e uma sala moderna para coleta de Papanicolau.

##### Fernandópolis/SP
A unidade de Fernandópolis suporta 95 municípios com duas unidades móveis e dois mamógrafos digitais, realizando exames preventivos de mama e pele. Atende aproximadamente 1.000 pessoas diariamente, com capacidade para 40 mamografias e 25 ultrassonografias por dia, além de 20 biópsias semanais.

##### Imperatriz/MA
Inaugurado em 08/10/2021, o Instituto de Prevenção de Imperatriz atende mulheres de toda a Região Tocantina para prevenção de câncer de mama e colo do útero. Possui mais de 2.000 m² de construção com diversas salas de atendimento e equipamentos para mamografia e ultrassom.

##### Ji-Paraná/RO
O Instituto de Prevenção de Ji-Paraná, inaugurado em 03/12/2021, atende cerca de 200 pessoas diariamente da região norte, realizando mamografias, ultrassonografias e biópsias. Planeja expandir seus serviços para incluir prevenção de cânceres de boca, pele e próstata.

##### Juazeiro/BA
A primeira unidade do Hospital de Amor no Nordeste, localizada em Juazeiro, realiza exames de câncer de mama e Papanicolau através de uma unidade móvel equipada com um mamógrafo digital. Atende nove municípios da região.

##### Lagarto/SE
Em Lagarto, o instituto realiza em média 60 mamografias diárias e dispõe de uma unidade móvel com mamógrafo, consultório e sala de espera, atendendo cinco cidades da região de Lagarto e 14 de Itabaiana.

##### Macapá/AP
O Instituto de Prevenção de Macapá, inaugurado em 15/12/2018, realiza 500 procedimentos diários para detecção de câncer de mama e colo do útero. A unidade também planeja adicionar serviços para rastreamento de câncer de próstata, pele e boca e opera uma carreta de diagnóstico que percorre o estado.

##### Nova Andradina/MS
Em Nova Andradina, o instituto atende cerca de 15 cidades com uma unidade fixa e uma móvel, realizando 400 exames de Papanicolau e 400 mamografias mensalmente.

##### Palmas/TO
O Hospital de Amor em Palmas atende 25 mil pacientes anualmente em uma infraestrutura de 30.000 m², com 120 leitos de internação, 20 leitos de UTI e 6 salas cirúrgicas. Oferece tratamento oncológico especializado e humanizado gratuitamente.

##### Porto Velho/RO
O Hospital de Amor Amazônia em Porto Velho realiza aproximadamente 170 atendimentos diários, oferecendo exames como mamografia, ultrassonografia, biópsias e consultas médicas para prevenção de cânceres de mama, colo do útero e próstata.

##### Rio Branco/AC
Inaugurado em 20/11/2018, o Instituto de Prevenção de Rio Branco oferece uma ampla gama de serviços oncológicos, com capacidade para 8.390 atendimentos mensais. A unidade também opera duas carretas móveis que realizam mamografias e Papanicolau.

##### Sinop/MT
Inaugurado em 18/10/2021, o Instituto de Prevenção de Sinop oferece mamografias, Papanicolau, ultrassonografias e colposcopias, além de outros procedimentos como biópsias e consultas. A unidade atende uma grande variedade de necessidades de saúde feminina.